# ری مانای
ری مانای (آلبانیایی: Rey Manaj؛ زادهٔ ۲۴ فوریهٔ ۱۹۹۷) بازیکن مهاجم فوتبال اهل آلبانی است که برای باشگاه سیواس اسپور بازی می‌کند.